# Bandeira do Brunei
A bandeira do Brunei foi criada a 29 de Setembro de 1959 quando o território era um protectorado britânico. Quando o Brunei obteve a sua independência definitiva, a 1 de Janeiro de 1984 esta bandeira foi adoptada oficialmente. Esta é composta por uma bandeira amarela atravessada no sentido do canto superior esquerdo para o canto inferior direito por duas listras de cor preta e branca (a branca por cima) e ao centro o escudo do país.
O escudo é constituído por uma meia-lua, que representa o Islão, do guarda-sol real (chamado Payung Ubor-Ubor) que representa a monarquia, asas, mãos nas laterais e, por baixo, uma faixa. Tanto na meia-lua como na faixa há inscrições em árabe com os dizeres:
- Na meia-lua, o lema nacional do país:  الدائمون المحسنون بالهدى‎; Ad-dāʾimūna al-muḥsinūna bi-l-hudā, significando “Sempre em serviço com a orientação de Alá” (Malaio: “Sentiasa membuat kebajikan dengan petunjuk Allah”).
- Na faixa, o nome oficial do país بروني دارالسلام‎; Brunei Darussalam, literalmente “Brunei, a Morada da Paz”.

## Outras bandeiras

Bandeira de guerra, uso terrestre
Bandeira naval

## Bandeiras históricas

Bandeira prévia de 1906
Bandeira de 1906 a 1959